# Pieter Cornelis Verhoek
Pieter Cornelis Verhoek (Bodegraven, 4 settembre 1633 – Amsterdam, 29 settembre 1702) è stato un pittore, scultore, poeta olandese del secolo d'oro.

## Biografia
Secondo alcuni autori, tra cui il Pilkington e il Bryan, l'anno di nascita del Verhoek sarebbe 1642, anziché 1633.
Fratello di Gijsbert Verhoek, studiò dapprima la pittura su vetro con Jacob van der Ulft di Gorinchem e in seguito si formò alla scuola di Abraham Hondius, dedicandosi soprattutto alla pittura di animali. Successivamente viaggiò in Italia, dove ebbe modo di vedere e studiare attentamente le opere del Borgognone. Iniziò così a dedicarsi con successo alla pittura di battaglie, producendo quadri sia di piccole che di grandi dimensioni.
Si dedicò altresì alla pittura di soggetti equestri e di paesaggi, in cui introduceva piccole figure secondo lo stile di Callot.
Fu, per un certo periodo, membro della confraternita Nil Volentibus Arduum. Mattheus Brouerius van Nidek si occupava della pubblicazione delle sue poesie, la più famosa delle quali era Carlo il Temerario.